# Saint-Bertrand-de-Comminges
Saint-Bertrand-de-Comminges  (en español San Bertrán de Cominges; en occitano Sent Bertran de Comenge) es una comuna francesa del departamento del Alto Garona en la región de Mediodía-Pirineos. Está clasificada en la categoría de les plus beaux villages de France.

## Geografía
San Bertrán se encuentra situada en plenos Pirineos, en la comarca gascona de Cominges y 18 km al suroeste de Saint-Gaudens.

## Historia
La región era la tierra ancestral de los cónvenos, un pueblo aquitano (distinto de los galos) que fue conquistado por los romanos en el 72 a. C. Ellos le dieron el nombre de Lugdunum Convenarum (colina del dios Lug de los Cónvenos). Fundada, según mencionan las fuentes, por Pompeyo al mismo tiempo que Pompaelo (Pamplona) y Gerunda (Gerona), fue poblada por población hispana: arévacos, vascones –según algunas fuentes aunque imprecisas–, jacetanos, ilergetes y otros elementos celtíberos que se unieron a los aquitanos locales, pueblos adheridos a la causa sertoriana y sometidos por Pompeyo.
Este nombre se va abandonando en el siglo I  d. C. por el de Convenae (de Cónvenos, pero también de con-venit, en latín pueblos reunidos, que es como se llamaba a las gentes establecidas en la meseta de Lannemezan, al pie de las montañas). De ahí pasaría a Commenae en los textos eclesiásticos y a las formas modernas en francés y occitano: Cominges y Comenge.
La ciudad romana llegó a tener alrededor de 30 000 habitantes en su punto más alto. Pertenecía a la provincia romana de Novempopulana y tenía una creciente comunidad cristiana, que a finales del siglo IV obtuvo su propia diócesis de Cominges, que era sufragánea de la archidiócesis metropolitana de Eauze. Se afirma que en el año 39 d. C. fue el lugar de exilio de Herodes Antipas, junto con su esposa Herodías, bajo las órdenes del emperador Calígula, aunque esto se basa en un punto poco claro de Josefo. En 405 los vándalos saquearon la ciudad y obligaron al campesinado a mudarse a la ciudadela.
Durante la Edad Media esta parte de Francia es atravesada por el Chemin du Piedmont, la ruta jacobea que bordeaba el extremo norte de los Pirineos. Esto motiva la creación de numerosas iglesias a lo largo del camino; una de ellas, la basílica de Saint-Just de Valcabrère, será llevada a cabo por Bertrán de Cominges, nieto del conde de Toulouse y obispo de Cominges, que vendrá a vivir a la villa en 1063 y ayudará a su desarrollo y mejorará las condiciones de vida de sus habitantes.
Cuando en 1218 Bertrán fue canonizado, Lugdunum Convenarum tomó su nombre pasando a denominarse Saint-Bertrand de Cominges (en español, San Bertrán de Cominges).

## Turismo
El pueblo abriga numerosos monumentos de interés. Desde edificios de época medieval a vestigios de la Lugdunum Converanum romana pasando por una basílica paleocristiana en la parte baja de la villa. En los alrededores se puede ver la basílica de Saint-Just de Valcabrère y las grutas de Gargas con sus célebres pinturas del Paleolítico Superior.
Pero sin duda el monumento que destaca por encima de todos (tanto por calidad como por influencia en el paisaje) es la catedral de Nuestra Señora. Se trata de una imponente construcción que conserva partes románicas de la iglesia fundada por san Bertrán en el siglo XII mezcladas con otras de estilo gótico (las financiadas por el papa Clemente V en el XIV) y renacentista (las construidas en el XVI por orden del obispo Jean de Mauléon).
Desde 1975 esta catedral alberga junto con las otras iglesias de la villa un festival anual de música sacra (el Festival Internacional de Música de Cominges).

## Basílica paleocristiana
Todas las medidas (excepto de trabajo) 45 m de largo 13 m, 60 de ancho. De hecho, el edificio constaba de una nave rectangular prolongada larga por un ábside y orientación noroeste, sureste. Mucho tiempo se creyó que la parte occidental de la basílica formó un nártex cuadrado (12 mx 12 m), pero los arqueólogos demostraron recientemente que el muro considerado previamente una separación entre la nave y el nártex no es contemporáneo de la basílica, es sólo uno de los testigos de la amplia muralla sobre la que se construyó la basílica y pertenecía a la villa, que bordeaba la primera construcción.
En el lado norte muestra las huellas de tres apéndices que miden 6,5 m de largo por un ancho de 3 a 6 m. ¿Qué podría haber sido su destino? La cuestión sigue abierta. El suelo estaba hecho de una capa de mortero de apoyo a un suelo de mármol blanco. Las excavaciones han revelado un mural pintado con decoraciones de estuco. Consistían en color sólido rojo o fondos enmarcados con bandas azules que atravesaban las rayas blancas o de oro amarillo y bobinados de flores o follaje pintadas de blanco. Muchos fragmentos de palos y molduras de estuco, cubierto con una capa de pintura blanca que muestra falsas pilastras que contribuyen a la monumentalidad del diseño arquitectónico. Por desgracia, el estado de las ruinas no proporciona la elevación, la disposición de las aberturas o el lugar de las ventanas. Cómo podemos fechar el edificio? Las monedas encontradas datan de los años 306-383 ... pero otros vestigios pueden permitir una datación más precisa. De todos modos, estamos en presencia de una de las iglesias cristianas más antiguas en el sur de la Galia.
Las excavaciones también revelan el papel funerario de la basílica: contenía 28 sepulcros enterrados en sus cimientos. Tallados en piedra de los Pirineos, presentan a la forma de una V artesa y la tapa a cuatro aguas. Están vinculados por su tipo con el grupo de sarcófagos de Aquitania que los arqueólogos datan en los siglos V, VI i VII. Uno de ellos fue retirado de la basílica y transportado a Saint-Bertrand de Comminges, es el único sarcófago decorado de este grupo. Su tapa está decorada con un crismón inscrito en un doble círculo y lleva una invocación que se traduce así: "Cristo, dale a tu siervo Émilianne el descanso y la vida eterna".
La basílica paleocristiana escapó a la destrucción de la ciudad alta por las tropas de Gontrán en el año 585 y, contrariamente a lo que parece haber sucedido en Saint-Just de Valcabrère, cuando se arruinó el antiguo edificio no se reconstruyó un nuevo edificio; su función de cementerio luego se trasladó unos metros más allá, alrededor de la capilla de San Julián.

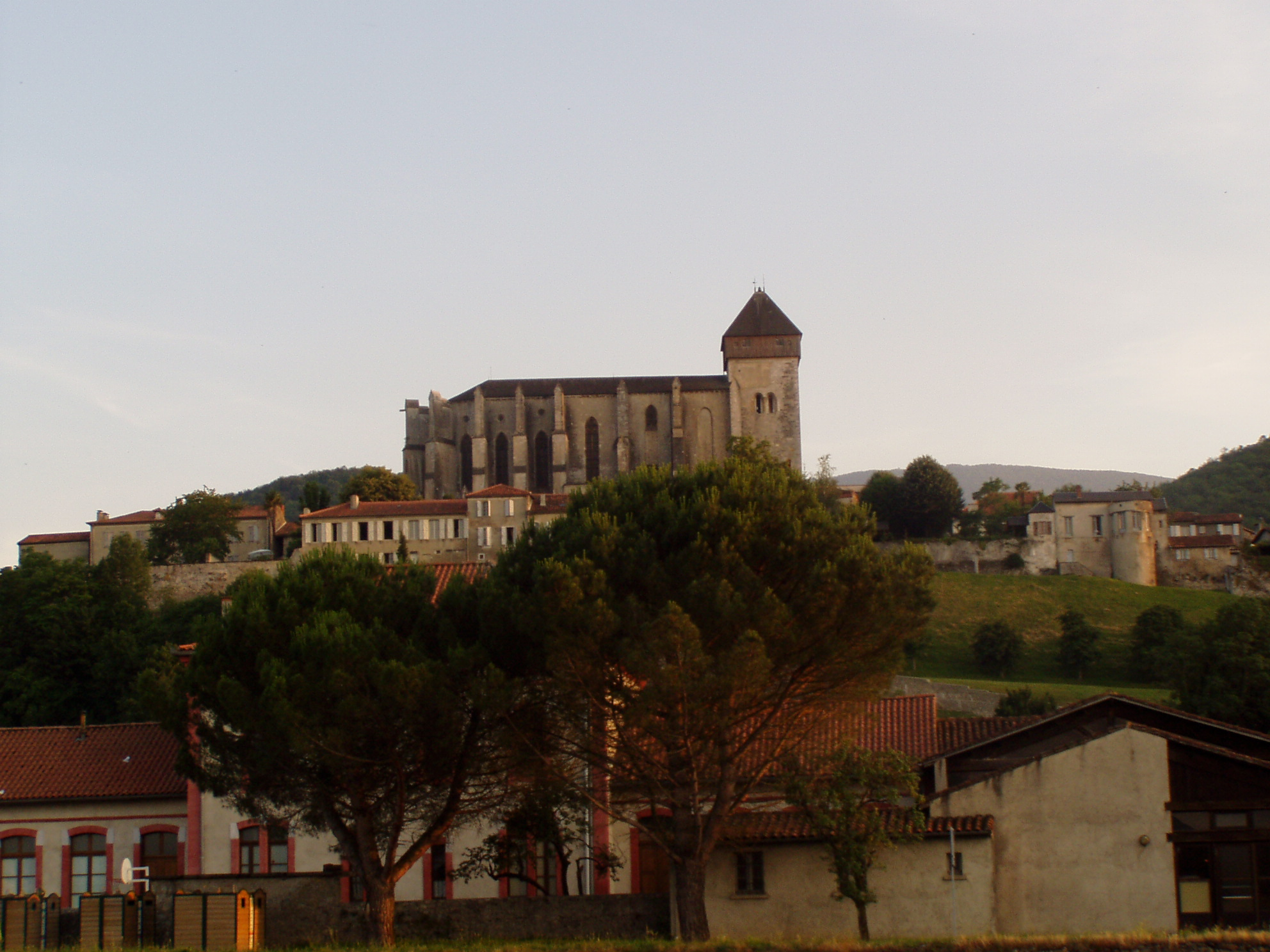
La villa alta y la catedral
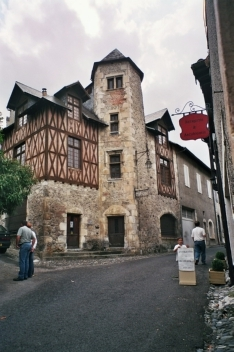
La maison Bridaut (Siglo XV)
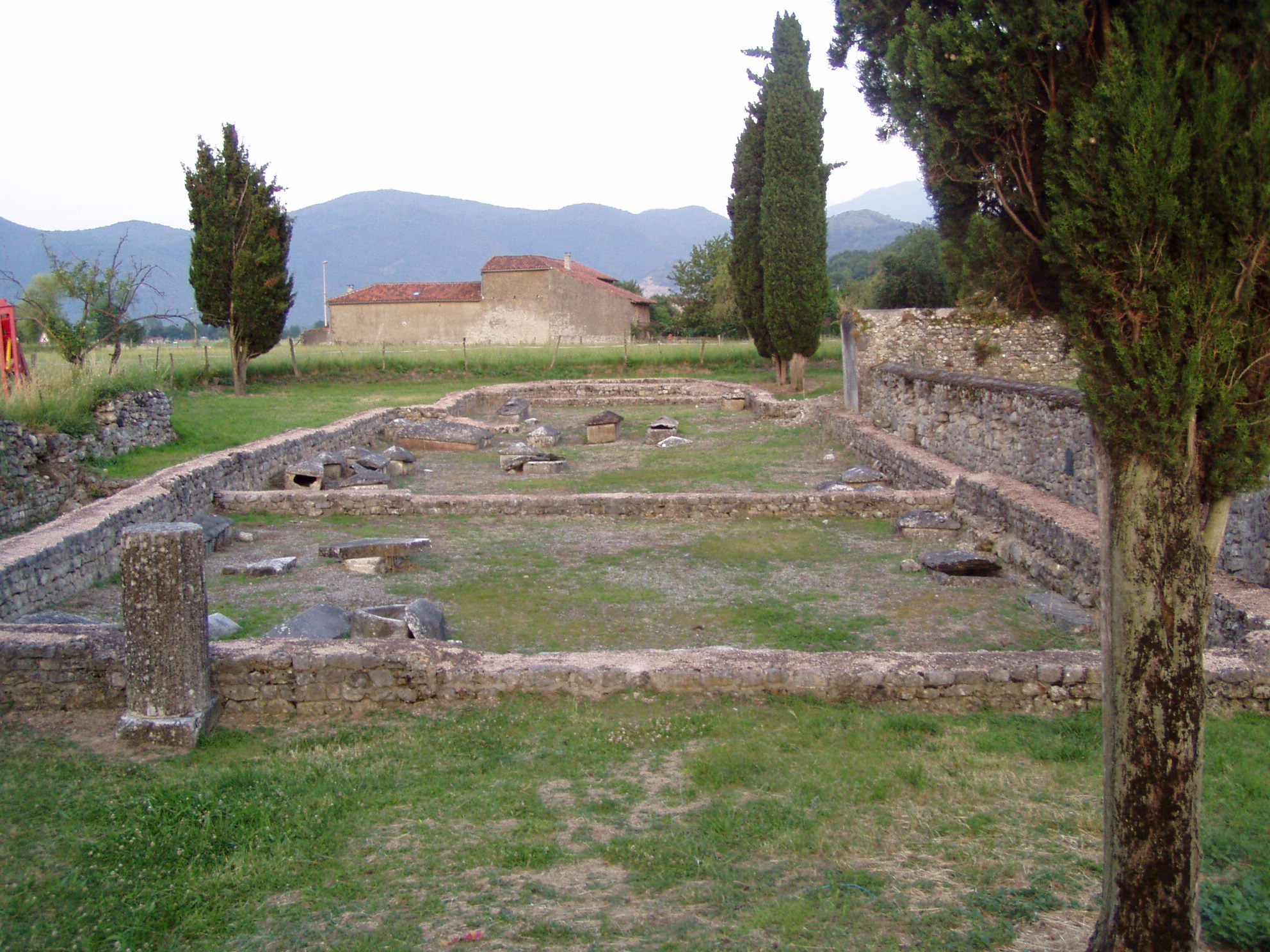
Ruinas de la iglesia paleocristiana
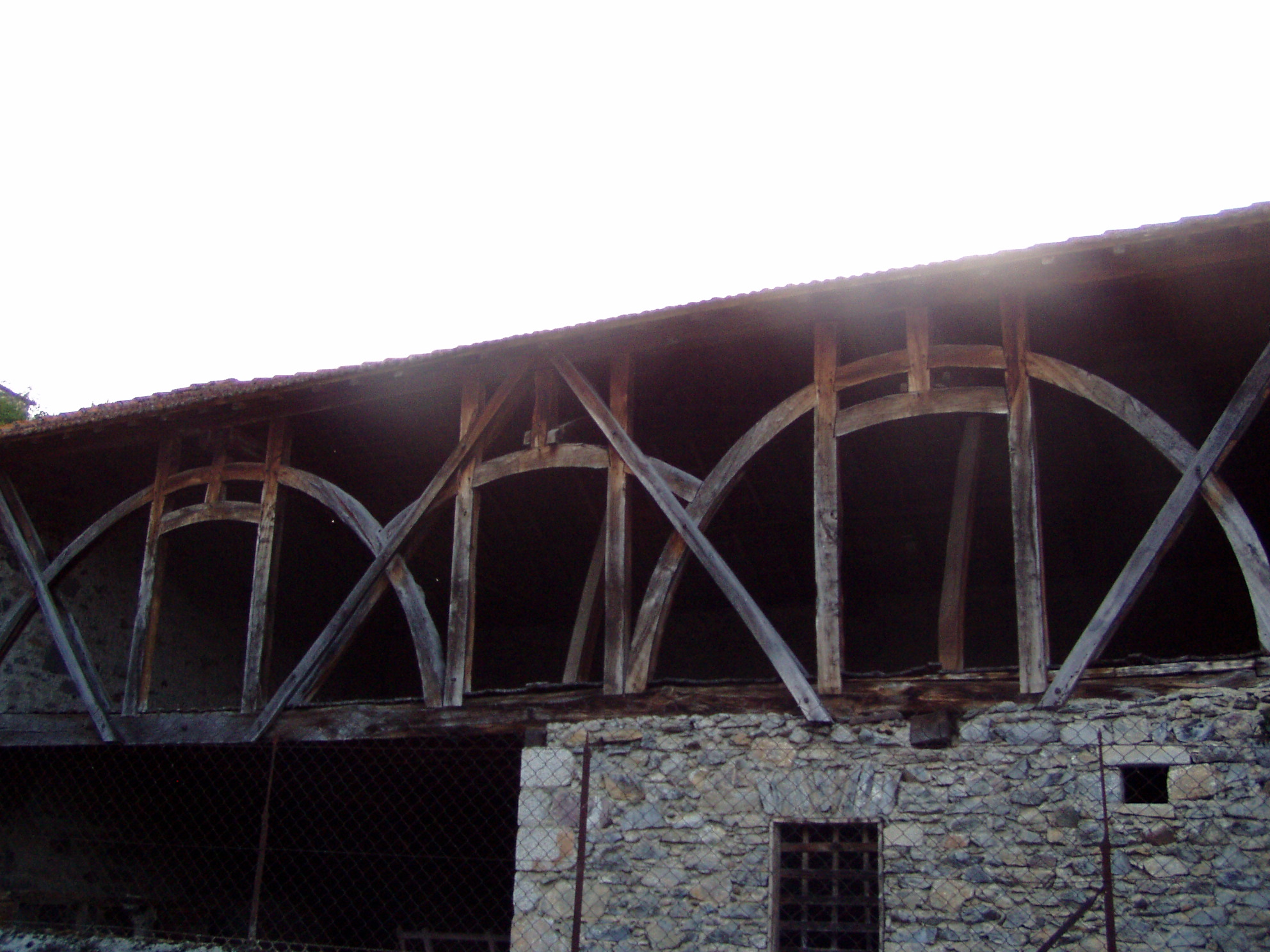
Granja en la villa baja